# Zámek rodiny Servijski v Novém Kneževci
Rodinné sídlo Servijski se nachází v obci Novi Kneževac. Nechal jej postavit Marko Servijski, vzdělaný a respektovaný občan Nového Sadu, který v roce 1782 koupil Tursku Kanjižu, na jejímž území postavil zámek. Tento zámek představuje kulturní pamětihodnost velkého významu.

## Historie
Zámek byl postaven v Novém Kneževacu bohatým kupcem cincarského původu a významným občanem Nového Sadu Markem Servijskim. Na první aukci, která se konala v roce 1782, koupil Servijski spahiluk Tursku Kanjižu, čímž získal šlechtický titul, s právem užívání přízviska „z Turske Kanjiže“. V roce 1793 po zakoupení spahiluku dává postavit své sídlo. Později jeho syn, Djordje, zámek opouští a panství v Kanjiže odkazuje své neteři Kateřině v závěti z roku 1855. Ta se později vdává za Emila Shulpeho a přivede panství a hrad do věže do rodiny Shulpea. Na zámku byla v době Servijského rodiny také velká knihovna s asi 3 000 knih, vzácnými exempláři starého míšeňského porcelánu, stříbra, bronzu, starého a drahého nábytku a bohatou sbírkou loveckých portrétů a starých trofejních zbraní. Wilhelmina Schulpe, dcera a dědička Kateřiny a Emila Schulpe se vdala za Andora Talijana a tím zámek přechází do vlastnictví italské rodiny, která vlastní další dvě budovy v obci Novi Kneževac. Jedna budova byla postavena Andorem Talijanem a druhá baronem Fedorem Feilićem v roce 1856. O několik let později obě přešly do vlastnictví Bély Talijana. 

## Vzhled budovy
Tato budova je jedním z nejstarších, největších a nejluxusnějších zámků ve Vojvodině, který svými rozměry, fasádní výzdobou a vnitřním uspořádáním lze zařadit mezi pozdně barokní stavby. Zámek je dvoupatrový, vybudovaný na pravoúhlém základu. Byl postaven jako samostatně stojící objekt obklopený parkem. Z komplexu vyčnívá centrální rizalit hlavní fasády s podkrovím ve střední části střechy, v této části se nachází také charakteristická barokní terasa s tepaným železným plotem. Nad střechou se nachází atika, která nese reliéf rodinného erbu rodu Servijských. Atika a střední část střechy dodávají budově slavnostní tón a reprezentativnost. Ozdoby v podobě sádrových plastik nad okny a vyčnívající centrální rizalit jsou typickými prvky pozdně barokní architektury, vystupují zde také spolu již s prvky klasicismu. Po druhé světové válce byl ze zámku odvezen veškerý mobiliář. Na zámku dnes sídlí obecní soud a správa obecních služeb obce Novi Knezevac. Během přestavby zámku pro administrativní služby ztratila budova svou autenticitu sipahijského rodinného sídla.

## Rekonstrukce
V roce 1976 byly na budově provedeny konzervační práce.